# Massimo Murdocca
Massimo Murdocca (Carlton, 2 settembre 1984) è un ex calciatore australiano, di ruolo centrocampista.

## Carriera
Murdocca comincia la sua carriera da calciatore nel South Melbourne nella ormai soppressa National Soccer League e nel Fawkner Blues nella Victorian Premier League.
Nel 2005 si accasa al Brisbane Roar dove rimane fino al 2013 collezionando 162 presenze e 3 reti.
Nell'ultima stagione non gli viene rinnovato il contratto, così si trasferisce al Melbourne Heart giocando complessivamente, nelle 2 stagioni in cui vi rimane, 44 partite senza segnare alcuna rete.
Nel 2015 Murdocca firma con l'Avondale.

## Palmarès

### Competizioni nazionali
- Campionato australiano: 2

Brisbane Roar: 2010-2011, 2011-2012